# Ibn Bajja

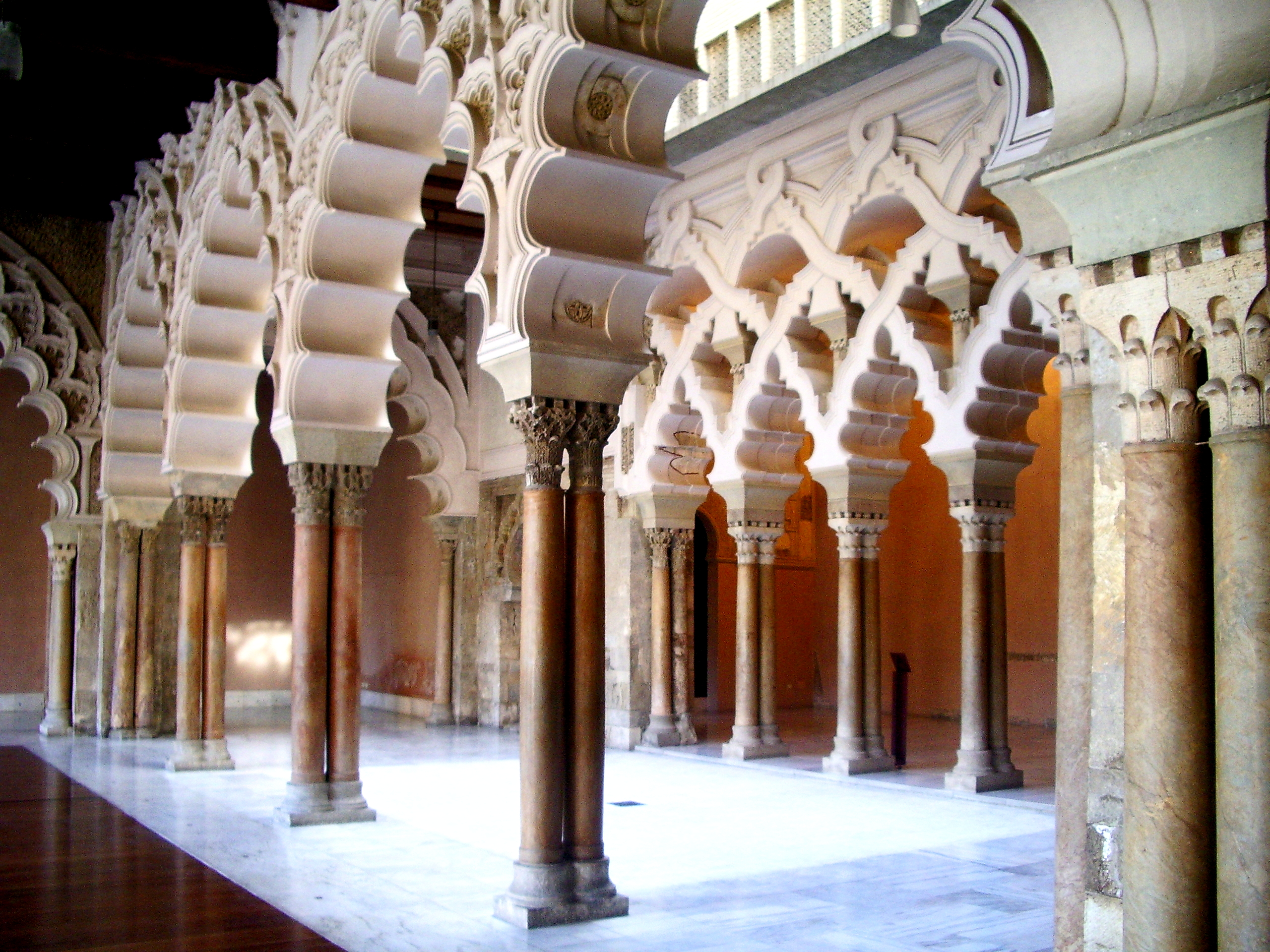
Interno del palazzo di Saragozza, dove si riunivano i colti all'epoca di Avempace

Ibn Bājja (in arabo أبو بكر محمد بن يحيى بن الصائغ بن باجة‎?, Abū Bakr Muḥammad ibn Yaḥyā ibn al-Sāʾigh), noto in Occidente come Avempace (Saragozza, 1095 – Fès, 1138) è stato un astronomo, filosofo, musicista, fisico, psicologo e poeta arabo-andaluso.

## Vita
Nacque in al-Andalus, a Saragozza nel 1095. Nel periodo della dominazione berbera degli Almoravidi collaborò con il governatore di Saragozza, scrivendo anche opere letterarie dedicate alla sua figura. In seguito lavorò per conto del fratello del sultano almoravide Yūsuf ibn Tāshfīn in Marocco.

## Opere e pensiero
Il suo pensiero filosofico purtroppo non è stato completato a causa della morte precoce e il suo modello di "Fenomenologia dell'anima" non è stato esemplificato completamente.

Nonostante questo, le sue teorie astronomiche e fisiche sono state preservate da Maimonide e da Averroè, quindi hanno mantenuto una notevole influenza sia sulla civiltà islamica sia sul Rinascimento europeo, basti citare Galileo Galilei.
Avempace introdusse una sua teoria sulla Via Lattea e sulle galassie diversa dalle precedenti in auge ai suoi tempi, formulate da Aristotele e Ibn al-Bitriq. Fondamentalmente discutevano sulla localizzazione dei fenomeni e sul posizionamento delle galassie rispetto alla Terra e alla Luna. Avempace ritenne che le dinamiche stellari e galattiche si svolgessero sopra la Luna e nella regione sublunare.
Per quanto riguarda le ricerche nel campo della fisica, Avempace enunciò una legge di movimento dei corpi equivalente al principio che il moto uniforme implica assenza di azione di una forza. Questo principio diverrà la base della moderna meccanica. La definizione di Avempace sulla velocità.
Inoltre è stato un precursore dell'idea di Leibniz di uno scenario di forze che sottostanno alla terza legge di Newton sul moto.
I suoi studi di psicologia e medicina furono inseriti nel saggio Indagine sulla intelligenza attiva. L'intelligenza attiva è stata considerata da Avempace la più importante abilità degli esseri umani, in quanto consente alle percezioni sensoriali di espandere e elaborare le informazioni e raggiungere uno stato di conoscenza della natura. L'uso della intelligenza è mirato al raggiungimento di una illuminazione che solamente la ricerca di Dio può consentire.